# Gy (Svizzera)
Gy (toponimo francese) è un comune svizzero di 481 abitanti del Canton Ginevra.

## Geografia fisica
Secondo l'Ufficio federale di statistica, Gy occupa 3,30 km², di cui l'8,1% corrisponde alle zone residenziali e delle infrastrutture, il 59,2% a terreni agricoli, il 30,8% alle aree boschive e l'1,9% è improduttivo.

## Storia
Il comune di Gy è stato istituito il 9 novembre 1850 per scorporo da quello di Jussy.

## Monumenti e luoghi d'interesse
- Chiesa riformata, eretta nel 1609-1611[1].

## Società

### Evoluzione demografica
L'evoluzione demografica è riportata nella seguente tabella:
Abitanti censiti

## Amministrazione
Ogni famiglia originaria del luogo fa parte del comune patriziale che ha la responsabilità della manutenzione di ogni bene comune.